# Estornell ventre-rogenc
L'estornell ventre-rogenc (Lamprotornis pulcher) és una espècie d'ocell de la família dels estúrnids (Sturnidae). El seu hàbitat són les sabanes i matollars secs de l'Àfrica central i Occidental. El seu estat de conservació es considera de risc mínim.